# Мухитдинов, Мумин Мухитдинович
Мумин Мухитдинович Мухитдинов — советский хозяйственный, государственный и политический деятель.

## Биография
Родился в 1914 году в Маргилане. Член КПСС с 1941 года.
С 1932 года — на хозяйственной, общественной и политической работе. В 1932—1986 гг. — артельщик, учитель, директор школы, комсомольский работник в городе Маргилане Ферганской области, участник Великой Отечественной войны, первый секретарь ряда райкомов партии, первый секретарь Багдатского райкома КП Узбекистана, первый секретарь Ахунбабаевского райкома КП Узбекистана, первый секретарь Узбекистанского райкома КП Узбекистана, первый секретарь Маргиланского горкома КП Узбекистана, партийный работник в Ферганской области.
При Мухитдинове Маргилан стал городом с населением более 100 тысяч человек.
Избирался депутатом Верховного Совета Узбекской ССР 4-го, 5-го, 6-го и 7-го созывов.
Умер в Фергане в 1989 году.